# Quettehou
Quettehou é uma comuna francesa na região administrativa da Normandia, no departamento Mancha. Estende-se por uma área de 16,22 km². Em 2010 a comuna tinha 1 819 habitantes (densidade: 112,1 hab./km²).